# 장위중학교
장위중학교(長位中學校)는 대한민국 서울특별시 성북구 장위동에 있는 공립 중학교이다.

## 학교 연혁
- 1984년 12월 8일 : 장위중학교 15학급 설립 인가
- 1985년 3월 1일 : 초대 이영재 교장 취임
- 1985년 3월 4일 : 제1회 입학식
- 1988년 2월 14일 : 제1회 졸업식(남 593명, 여 396명 총 989명)
- 2020년 2월 13일 : 제33회 졸업식(9학급, 졸업생 누계 13,878명)
- 2020년 9월 1일 : 제12대 유정근 교장 취임
- 2023년 2월 9일 : 제36회 졸업식(9학급 240명)
- 2023년 3월 2일 : 제39회 입학식(8학급 193명)

## 참고 자료
- 장위중학교 - 한국교육학술정보원 학교알리미